# フェルナン・チリー
フェルナン＝ジャン＝ジョセフ・チリー（Fernand-Jean-Joseph Thiry, 1884年9月28日 – 1930年5月10日）は、パリ外国宣教会のフランス人宣教師で初代カトリック福岡司教区司教。

## 生涯
1884年9月28日にフランス北部ノール県アノールで農民の家庭に生まれた。パリ外国宣教会に入会して1907年6月29日に司祭に叙階され、宮崎に派遣された。
教皇ピウス11世により1927年7月14日に福岡の初代司教に任命された。同年12月11日、駐日教皇使節マリオ・ジャルディーニ大司教によって浦上天主堂で司教に叙階。
福岡教区運営に必要な機関の設立に尽力したほか、初等職業教育にも関心を寄せた。1829年にアルベール・アンリ・シャルル・ブルトンによって設立され、彼によって承認された日本で最初の邦人女子修道会である聖母訪問会のような新しい修道会の設立にも尽力した。
1930年5月10日に死去。